# Wilt Chamberlain
Wilton Norman "Wilt" Chamberlain, bland annat kallad "Wilt the Stilt", "Goliath" och "The Big Dipper", född 21 augusti 1936 i Philadelphia i Pennsylvania, död 12 oktober 1999 i Bel Air i Los Angeles i Kalifornien, var en amerikansk basketspelare.
Chamberlain anses av många vara en av de bästa spelarna i NBA:s historia. Han gjorde under en match 100 poäng, något som han är ensam om i NBA. Blev flera gånger utsedd till ligans bäste spelare och vann två NBA-mästerskap. Chamberlain blev 1996 vald till en av de 50 bästa spelarna genom alla tider i NBA.
Han var ungkarl genom hela livet, men blev känd för att ha hävdat att han haft sex med över 20 000 kvinnor, ett uttalande som blivit känt i populärkultur . Uttalandet refereras till i bland annat boken Äldreomsorgen i Övre Kågedalen.
Han medverkade i filmen Conan förgöraren 1984 tillsammans med bland andra Arnold Schwarzenegger, Grace Jones och Mako, där han spelade rollen som Bombaata.

## Meriter
- NBA-mästare med Philadelphia 76:ers 1967 och Los Angeles Lakers 1972
- NBA Most Valuable Player (1960, 1967-69)
- Har det näst bästa poängsnittet i NBA:s historia: 30,1
- Har det bästa poängsnittet för en enskild säsong: 50,4 (1962)
- Flest antal returer under en karriär: 23.924